# Proclossiana centripunctata
Proclossiana centripunctata är en fjärilsart som beskrevs av Nordström 1935. Proclossiana centripunctata ingår i släktet Proclossiana och familjen praktfjärilar. Inga underarter finns listade i Catalogue of Life.